# ルクセンブルク (アルバム)
『ルクセンブルク』(英：Luxembourg)は、2003年に発表されたブルートーンズの4枚目のオリジナル・アルバム。

## 解説
リチャード・ペイン脱退後、再び4人組に戻って制作された。この作品以降バンドと長い付き合いとなるゴードン・ミルズが初めて共同プロデュースを担当している。アルバムタイトルは、収録曲の「ユア・ノー・ファン・エニモア」の歌詞からとられた。この歌は、相手に飽きて惰性に陥ったSM関係にあるカップルついて書かれたものだが、この二人がSMセッションの際に使うはずのセーフワードがなぜか「Luxembourg」になっている。なお英語で Luxembourg は「ラクセンバーグ」に近い発音をするが、このアルバムの邦題はドイツ語読みの大公国の名につられて「ルクセンブルク」となってしまった。
マーク・モリスが「これまでの僕達の作品とはまったく異なる」と語ったとおり、前作とはうってかわってパンクやガレージに影響を受けたようなギターロック色が強い楽曲が並んでおり、それまでバンドが多用してきたアコースティック・ギターを一切使用していないことがクレジットに明記されている。
マークは、「ヒア・イット・カムズ・アゲイン」について「ディーヴォがラモーンズとフィッシュ・アンド・チップスの店で出会ったような曲」、「ファスト・ボーイ」については「ヴェルヴェット・アンダーグラウンドの「僕は待ち人」やエリック・クラプトンの「コカイン」らに続く新世紀のドラッグ・ソング」と語っている。
商業的には自主レーベルからのリリースだったことも響いて、全英49位にとどまった。後にこのアルバムは、クッキング・ヴァイナルからリイシューされている。日本盤は、イギリスから遅れること3か月後にインディーズのP-VINEからリリースされたが、歌詞・対訳のみで解説はついていなかった。ちなみにブルートーンズのアルバムが日本盤で発売されたのは、今のところこのアルバムが最後である。

## 収録曲
1. ヒア・イット・カムズ・アゲイン – Here It Comes Again
2. ファスト・ボーイ – Fast Boy
3. リキッド・リップス – Liquid Lips
4. ユア・ノー・ファン・エニモア – You're No Fun Anymore
5. ビッグ・プロブレム – Big Problem
6. アイ・ラブ・ザ・シティ – I ♥ The City
7. ネバー・ゴーイング・ノーウェア – Never Going Nowhere
8. リトル・ベア – Little Bear
9. コード・ブルー – Code Blue
10. ターン・イット・アップ – Turn It Up

- 日本盤のみのボーナス・トラックとして、ラモーンズのカバー「ビート・オン・ザ・ブラット」が追加収録。

## シングル
- 2003年　ファスト・ボーイ/リキッド・リップス – 25位
- 2003年　ネバー・ゴーイング・ノーウェア – 40位